# 신내차량사업소
신내차량사업소(新內車輛事業所)는 서울특별시 중랑구 용마산로136길 33 (망우동)에 있는 서울 지하철 6호선의 차량기지이다. 심야에 28편성이 주박한다.

## 개요
주요 업무는 서울 지하철 6호선을 운행하는 서울교통공사 6000호대 전동차의 경검수 및 내부관리다. 현재 6호선 봉화산역에서 선로가 연결되어 있다. 6호선 차량의 중정비는 6호선과 7호선의 환승역인 태릉입구역의 연결 선로를 통하여 서울 지하철 7호선의 도봉차량사업소에서 실시한다. 그래서 서울교통공사 6000호대 전동차 2편성이 서울 지하철 7호선으로 이적해서 운행하는 것이다. 수도권제1순환고속도로 구리 나들목에서 북부간선도로 방향으로 나오면 보인다.

## 배선도
신내역과 신내차량기지의 배선도는 다음과 같다. 신내차량기지 바로 위에는 경춘선 복선 전철 고가 선로가 통과하고 있으며, 2013년 12월 28일 경춘선 고가 선로 위에 신내역이 신설되었다. 그러나 6호선은 이 곳 내부에 신설이 예정되어 있음에도 불구하고, 단선과 복선 문제로 인하여 환승역을 착공하지 못하였으나, 2019년 2월 20일에 1면 1선의 단선 승강장으로 착공하여 같은 해 12월 21일에 개통되었다.

## 업무
- 서울교통공사 6000호대 전동차 입·출고 검수관리
- 서울교통공사 6000호대 전동차
- 서울교통공사 6000호대 주박

## 같이 보기
- 신내차량기지축구장